# Associazione Calcio Siena 1949-1950
Questa voce raccoglie le informazioni riguardanti l'Associazione Calcio Siena nelle competizioni ufficiali della stagione 1949-1950.

## Rosa
| N. |                   | Ruolo | Calciatore         |
| -- | ----------------- | ----- | ------------------ |
|    | Italia (bandiera) | C     | Igino Balestra     |
|    | Italia (bandiera) | C     | Adolfo Bellucci    |
|    | Italia (bandiera) | A     | Augusto Comero     |
|    | Italia (bandiera) | C     | S. Dal Mascio      |
|    | Italia (bandiera) | P     | Azelio Gervasi     |
|    | Italia (bandiera) | C     | Alvaro Giovannelli |
|    | Italia (bandiera) | C     | Mario Mazzoni      |
|    | Italia (bandiera) | D     | Franco Morgantini  |

| N. |                   | Ruolo | Calciatore     |
| -- | ----------------- | ----- | -------------- |
|    | Italia (bandiera) | A     | R. Moro        |
|    | Italia (bandiera) | A     | Franco Mulazzi |
|    | Italia (bandiera) | C     | Sergio Pini    |
|    | Italia (bandiera) | A     | Franco Rossi   |
|    | Italia (bandiera) | A     | M. Rota        |
|    | Italia (bandiera) | C     | Gino Terzi     |
|    | Italia (bandiera) | C     | G. Vaira       |